# Glissement de temps sur Mars
Glissement de temps sur Mars (titre original : Martian Time-Slip) est un roman de science-fiction de Philip K. Dick publié en 1964 après une parution en revue en 1963. Autre titre : Nous les Martiens (All We Marsmen).

## Résumé
La planète Mars est colonisée, mais les conditions de vie y sont rudes et l'adaptation délicate dans cet environnement aride. Les cas de schizophrénie se multiplient dans la génération naissante, et les jeunes malades sont groupés et isolés dans un centre spécialisé, le camp B-G. Parmi eux un jeune garçon également autiste prénommé Manfred Steiner.  Jack Bohlen, colon né sur Terre et ex-schizophrène,  travaille comme réparateur. Il est amené à travailler pour Arnie Kott, un homme puissant et influent de la société martienne. Arnie Kott a l'idée d'utiliser la maladie du garçon pour prévoir l'avenir. Jack Bohlen est chargé d'établir le contact avec le jeune Manfred Steiner.

## Éditions françaises
Glissement de temps sur Mars est paru aux États-Unis initialement en revue (1963) sous le titre All we Marsmen, puis en volume (1964) sous son titre définitif, Martian Time Slip. En France, il d'abord été publié en revue, sous le titre Nous les martiens en 1966-1967 ; il est ensuite paru en volume sous son titre définitif à partir de 1981. Voir aussi Référence:Glissement de temps sur Mars (Philip K. Dick)
- Nous les Martiens, en 3 épisodes, dans la revue Galaxie, entre décembre 1966 et février 1967. Traduction de Pierre Billon.
- Glissement de temps sur Mars, Robert Laffont, collection Ailleurs et Demain, 1981. Traduction de Henry-Luc Planchat.
- Glissement de temps sur Mars, Pocket, collection Science-fiction, 1986, avec une postface de Marcel Thaon.
- In Substance Rêve, Omnibus, Presses de la Cité, 2000

## Critiques
- Jean-Marc Ligny, « critique parue dans la revue Fiction en 1981 » sur le site NooSFere
- Laurent Queyssi, « critique parue dans la revue Bifrost en 2000 » sur le site NooSFere